# سوزی بیکن
سوزی روث بیکن (انگلیسی: Sosie Ruth Bacon) بازیگر آمریکایی است. او نخستین نقش بازیگری خود را در فیلم معشوق (۲۰۰۵) در
انسون، در فصل پنجم سریال فیلم نزدیک‌تر داد. با وجود اینکه والدینش مخالف حضور او در عرصه بازیگری بودند، بیکن این نقش را پذیرفت و در چهار قسمت در کنار مادرش که نقش چیف جانسون را بازی می‌کرد، ظاهر شد. بیکن شخصیت اسکای میلر را در سریال اینترنتیِ ۱۳ دلیل برای اینکه به تصویر کشید، و در سال ۲۰۲۲ در نقش اصلی در فیلم ترسناک لبخند ظاهر شد.

## فیلم‌شناسی

### فیلم
| سال  | عنوان                     | نقش                   | کارگردان            | یادداشت‌ها           |
| ---- | ------------------------- | --------------------- | ------------------- | ------------------- |
| ۲۰۰۵ | معشوق                     | امیلی استول (۱۰ ساله) | کوین بیکن           |                     |
| ۲۰۱۴ | آرزو و امید               | فرانسیس فونیچلو       | کالین دیز           |                     |
| ۲۰۱۵ | آنا ماریا در سرزمین نوولا | پاپی لیک              | جورجینا گارسیا ریدل |                     |
| ۲۰۱۶ | متروپولیتن مزمن           | هانا                  | خاویر مانریک        |                     |
| ۲۰۱۷ | خارج از فصل               | کَسی                   | رابرت کول           | انگلیسی: Off Season |
| ۲۰۱۸ | چارلی می‌گوید              | پاتریسیا کرنوینکل     | ماری هرون           |                     |
| ۲۰۱۹ | آخرین تابستان             | آدری جارویس           | ویلیام بیندلی       |                     |
| ۲۰۲۱ | رد پاها                   | سیِرا جونز             | متیو کوری هلمز      | انگلیسی: Traces     |
| ۲۰۲۲ | لبخند                     | دکتر رُز کوتر          | پارکر فین           |                     |
| ن/م  | خطر                       | سارا                  | ادی منسور           | انگلیسی: Hazard     |

### تلویزیون
| سال       | عنوان                | نقش          | یادداشت‌ها                         |
| --------- | -------------------- | ------------ | --------------------------------- |
| ۲۰۰۹      | نزدیک‌تر              | چارلی جانسون | نقش مهمان (۴ قسمت؛ فصل ۵)         |
| ۲۰۱۴      | جادوگران پایه        | سوسی         | انگلیسی: Basic Witches            |
| ۲۰۱۵–۲۰۱۶ | جیغ                  | ریچل موری    | نقش تکرارشونده (فصل ۱–۲)          |
| ۲۰۱۵      | پسرِ گم‌شده            | سامر هریس    | فیلم تلویزیونی؛ انگلیسی: Lost Boy |
| ۲۰۱۷–۲۰۱۸ | ۱۳ دلیل برای اینکه   | اسکای میلر   | نقش تکرارشونده (فصل ۱–۲)          |
| ۲۰۱۷      | داستان یک دختر       | استیسی       | فیلم تلویزیونی                    |
| ۲۰۱۸      | اینجا و هم‌اکنون      | کریستن       | نقش اصلی                          |
| ۲۰۲۰      | نارکوها: مکزیک       | میمی وب میلر | نقش مهمان (۴ قسمت؛ فصل ۲)         |
| ۲۰۲۱      | میر اهل ایست‌تاون     | کری لایدن    | مینی‌سریال                         |
| ۲۰۲۲      | همانطوری که می‌بینیمش | مَندی         | نقش اصلی                          |